# 文學革命論
《文學革命論》是繼胡適提出《文學改良芻議》後，陳獨秀在1917年二月號的《新青年》雜誌上發表的文章，主要提倡內容上的改革。

## 內容
陳獨秀在《文學革命論》中提出“三大主義”：“推倒雕琢的阿諛的貴族文學，建設平易的抒情的國民文學；推倒陳腐的鋪張的古典文學，建設新鮮的立誠的寫實文學；推倒迂晦的艱澀的山林文學，建設明瞭的通俗的社會文學。”
此三大主義的發表，被認為是舉起了文學革命的旗幟。
此后新文學运动在中國引起巨大迴響。新文學运动主张改文言文為白話文，文章內容也要趨向實際。